# Verzweigung (Algebra)
Verzweigung ist ein mathematischer Begriff, der die Gebiete Algebra, algebraische Geometrie, algebraische Zahlentheorie und komplexe Analysis miteinander verbindet.

## Namengebendes Beispiel
Es sei {\displaystyle n>1} eine natürliche Zahl und {\displaystyle f\colon \mathbb {C} \to \mathbb {C} } die Funktion {\displaystyle z\mapsto w=z^{n}}. Ist nun {\displaystyle w\neq 0} und {\displaystyle U} eine (hinreichend kleine) Umgebung von {\displaystyle w}, so besteht das Urbild von {\displaystyle U} aus {\displaystyle n} Zusammenhangskomponenten, die durch eine Rotation um {\displaystyle 2\pi /n}, also Multiplikation mit einer {\displaystyle n}-ten Einheitswurzel auseinander hervorgehen. Bewegt sich {\displaystyle w\to 0}, so bewegen sich auch die Urbilder gegen 0, um dann für {\displaystyle w_{0}=0} zu einem einzigen Urbild {\displaystyle \{0\}} zu verschmelzen. 0 ist also gewissermaßen der Verzweigungspunkt für die {\displaystyle n} Zweige. (Man beachte, dass die Zweige lokal bei 0 nicht getrennt sind, auch wenn man die 0 entfernt.)
Für den Übergang zu einer algebraischen Sichtweise sei nun {\displaystyle g(w)} eine holomorphe Funktion, die in einer Umgebung der 0 definiert ist. Hat {\displaystyle g} bei 0 eine {\displaystyle k}-fache Nullstelle, so hat die zurückgezogene Funktion
{\displaystyle f^{*}(g)=g\circ f,\quad z\mapsto g(z^{n})}
eine {\displaystyle nk}-fache Nullstelle. Dieses Zurückziehen lokal definierter holomorpher Funktionen entspricht einem Ringhomomorphismus
{\displaystyle f^{*}\colon \mathbb {C} \{w\}\to \mathbb {C} \{z\},\quad w\mapsto z^{n}.}
(Dabei bezeichnet {\displaystyle \mathbb {C} \{w\}} den Ring der Potenzreihen, deren Konvergenzradius positiv ist.)
Die Nullstellenordnung ist eine diskrete Bewertung auf den beteiligten Ringen, und es gilt wie gesagt
{\displaystyle \operatorname {ord} _{z=0}f^{*}(g)=n\cdot \operatorname {ord} _{w=0}g.}
Diese Eigenschaft ist charakteristisch für Verzweigungspunkte.

## Verzweigung im Kontext von Erweiterungen bewerteter Körper
Es sei {\displaystyle K} ein Körper mit einer diskreten (Exponential-)Bewertung {\displaystyle v\colon K^{\times }\to \mathbb {R} }. Weiter seien
{\displaystyle {\mathcal {O}}_{K}=\{x\in K\mid v(x)\geq 0\}} bzw. {\displaystyle {\mathfrak {m}}_{K}=\{x\in K\mid v(x)>0\}}
der Bewertungsring bzw. das Bewertungsideal von {\displaystyle K}, {\displaystyle \pi _{K}} eine Uniformisierende, d. h. ein Erzeuger von {\displaystyle {\mathfrak {m}}_{K}}, und {\displaystyle \kappa ={\mathcal {O}}_{K}/{\mathfrak {m}}_{K}} der Restklassenkörper. Weiter sei {\displaystyle L} eine endliche Erweiterung von {\displaystyle K} mit diskreter Bewertung {\displaystyle w\colon L^{\times }\to \mathbb {R} }, die {\displaystyle v} fortsetzt, d. h. {\displaystyle w|_{K}=v}. Schließlich seien {\displaystyle {\mathcal {O}}_{L},{\mathfrak {m}}_{L},\pi _{L},\lambda } analog zu oben.
Der Verzweigungsindex von {\displaystyle L/K} ist definiert als
{\displaystyle e_{w/v}={\frac {v(\pi _{K})}{w(\pi _{L})}}=(w(L^{\times }):v(K^{\times }))}
Ist er gleich 1, so heißt die Erweiterung unverzweigt.
Sein Gegenstück ist der Trägheitsgrad {\displaystyle f_{w/v}=[\lambda :\kappa ]}.

### Eigenschaften
- Ist die Erweiterung {\displaystyle L/K} separabel, und durchläuft {\displaystyle w} alle möglichen Fortsetzungen von {\displaystyle v}, so gilt die fundamentale Gleichung[1]

{\displaystyle \sum _{w/v}e_{w/v}f_{w/v}=[L:K].}
- Ist {\displaystyle K} darüber hinaus vollständig, so ist {\displaystyle w} eindeutig bestimmt[2] als

{\displaystyle w(x)={\frac {1}{[L:K]}}v(N_{L/K}(x)),}
und es gilt
{\displaystyle e_{w/v}f_{w/v}=[L:K].}
- Es seien nun {\displaystyle K} vollständig und {\displaystyle L/K} galoissch, und außerdem sei {\displaystyle \lambda /\kappa } separabel. (Diese Voraussetzungen sind beispielsweise für lokale Körper erfüllt.) Dann ist {\displaystyle \lambda /\kappa } sogar galoissch, und es gibt eine kurze exakte Sequenz[4]

{\displaystyle 1\to I\to \mathrm {Gal} (L/K)\to \mathrm {Gal} (\lambda /\kappa )\to 1;}
dabei bezeichnet man den Kern {\displaystyle I} als Trägheitsgruppe. Ihr Fixkörper {\displaystyle T} ist die maximale unverzweigte Teilerweiterung von {\displaystyle L/K}, und im Fall endlicher Erweiterungen gilt
{\displaystyle [L:T]=\#I=e,\quad [T:K]=f.}
Insbesondere gilt: Ist {\displaystyle L/K} unverzweigt, so ist
{\displaystyle \mathrm {Gal} (L/K)\cong \mathrm {Gal} (\lambda /\kappa ).}
Ist {\displaystyle K^{\mathrm {nr} }} die maximale unverzweigte Erweiterung (in einem separablen Abschluss {\displaystyle K^{\mathrm {sep} }} von {\displaystyle K}), so gilt entsprechend
{\displaystyle \mathrm {Gal} (K^{\mathrm {nr} }/K)\cong \mathrm {Gal} (\kappa ^{\mathrm {sep} }/\kappa ).}
Im Fall lokaler Körper ist letztere Gruppe kanonisch isomorph zu {\displaystyle {\hat {\mathbb {Z} }}}, hat also eine besonders einfache Struktur. Da die Galoisgruppe {\displaystyle \mathrm {Gal} (\kappa ^{\mathrm {sep} }/\kappa )} im Frobenius-Automorphismus
{\displaystyle x\mapsto x^{q}} mit {\displaystyle q=\#\kappa }
einen kanonischen Erzeuger besitzt, gibt es auch in {\displaystyle \mathrm {Gal} (K^{\mathrm {nr} }/K)} ein kanonisches Element, das ebenfalls als Frobenius-Automorphismus bezeichnet wird.

## Verzweigung im Kontext von Erweiterungen von Dedekindringen
Es sei {\displaystyle A} ein Dedekindring mit Quotientenkörper {\displaystyle K}, {\displaystyle L} eine endliche separable Erweiterung von {\displaystyle K} und {\displaystyle B} der ganze Abschluss von {\displaystyle A} in {\displaystyle L}; {\displaystyle B} ist wieder ein Dedekindring.
Einer der wichtigsten Spezialfälle ist {\displaystyle A=\mathbb {Z} }, {\displaystyle K=\mathbb {Q} }, {\displaystyle L} ein Zahlkörper und {\displaystyle B} sein Ganzheitsring.
Weiter sei {\displaystyle {\mathfrak {p}}} ein maximales Ideal von {\displaystyle A}. Dann lässt sich {\displaystyle {\mathfrak {p}}B} auf eindeutige Weise als Produkt von Potenzen verschiedener Primideale von {\displaystyle B} schreiben:
{\displaystyle {\mathfrak {p}}B={\mathfrak {P}}_{1}^{e_{1}}\cdots {\mathfrak {P}}_{k}^{e_{k}}.}
Die Zahlen {\displaystyle e_{i}} heißen Verzweigungsindizes, die Grade der Restklassenkörpererweiterungen {\displaystyle f_{i}=[B/{\mathfrak {P}}_{i}:A/{\mathfrak {p}}]} Trägheitsgrade.
- Ist {\displaystyle e_{i}=1} und die Erweiterung der Restklassenkörper separabel, so heißt {\displaystyle {\mathfrak {P}}_{i}} unverzweigt. (Im Fall von Zahlkörpern und Funktionenkörpern über endlichen Körpern ist die Restklassenkörpererweiterung stets separabel.)
- Ist {\displaystyle f_{i}=1}, so heißt {\displaystyle {\mathfrak {P}}_{i}} rein verzweigt.
- Sind alle {\displaystyle {\mathfrak {P}}_{i}} unverzweigt, so heißt {\displaystyle {\mathfrak {p}}} unverzweigt. {\displaystyle {\mathfrak {p}}} zerfällt dann in ein Produkt verschiedener Primideale.
- Sind alle Primideale (ungleich null) von {\displaystyle K} unverzweigt, so heißt die Erweiterung {\displaystyle L/K} unverzweigt.

### Eigenschaften
- Ein Primideal {\displaystyle {\mathfrak {P}}} von {\displaystyle L} über einem Primideal {\displaystyle {\mathfrak {p}}} von {\displaystyle K} ist genau dann unverzweigt in dem hier definierten Sinne, wenn die Erweiterung {\displaystyle L/K} mit den durch {\displaystyle {\mathfrak {P}}} bzw. {\displaystyle {\mathfrak {p}}} definierten Bewertungen unverzweigt im bewertungstheoretischen Sinne ist.
- Es gilt die fundamentale Gleichung[7]

{\displaystyle [L:K]=\sum _{i=1}^{k}e_{i}f_{i}.}
- Es gibt stets nur endlich viele verzweigte Primideale in {\displaystyle K}.[8] Ein Primideal in {\displaystyle K} ist genau dann verzweigt, wenn es die Diskriminante teilt;[9] ein Primideal in {\displaystyle L} ist genau dann verzweigt, wenn es die Differente teilt.[10]
- Die einzige unverzweigte Erweiterung von {\displaystyle \mathbb {Q} } ist {\displaystyle \mathbb {Q} } selbst.[11]
- Ist {\displaystyle L/K} eine Galoiserweiterung globaler Körper und {\displaystyle {\mathfrak {p}}} unverzweigt, so gibt es analog zum lokalen Fall für jedes Primideal {\displaystyle {\mathfrak {P}}} über {\displaystyle {\mathfrak {p}}} einen Frobenius-Automorphismus {\displaystyle \varphi _{\mathfrak {P}}\in \mathrm {Gal} (L/K)}, der die Zerlegungsgruppe von {\displaystyle {\mathfrak {P}}} erzeugt. Er ist die Grundlage für das Artinsymbol der Klassenkörpertheorie.[12]

### Beispiel
Ein verhältnismäßig einfacher Dedekindring ist der Ring der Eisensteinzahlen. Betrachtet man sie, wie üblich, als Erweiterung der ganzen Zahlen, dann ist hier genau das von der Primzahl 3 (im Ring der ganzen Zahlen) erzeugte Primideal verzweigt.

## Unverzweigte Schemamorphismen
Es seien {\displaystyle X} und {\displaystyle Y} Schemata und {\displaystyle f\colon X\to Y} ein Morphismus lokal endlicher Präsentation. Dann heißt {\displaystyle f} unverzweigt, falls eine der folgenden äquivalenten Bedingungen erfüllt ist:
- {\displaystyle \Omega _{X/Y}^{1}=0}
- Für einen (und damit für jeden) Morphismus {\displaystyle g\colon Y\to Z} ist

{\displaystyle f^{*}\colon \Omega _{Y/Z}^{1}\to \Omega _{X/Z}^{1}}
surjektiv.
- Die Fasern von {\displaystyle f} über Punkten {\displaystyle y\in Y} sind disjunkte Vereinigungen von Spektren endlicher separabler Körpererweiterungen von {\displaystyle \kappa (y)}.
- Die Diagonale {\displaystyle X\to X\times _{Y}X} ist eine offene Einbettung.
- Ist {\displaystyle T} ein affines Schema und {\displaystyle T_{0}} ein abgeschlossenes Unterschema, das durch eine nilpotente Idealgarbe definiert wird, so ist die induzierte Abbildung

{\displaystyle \mathrm {Hom} _{Y}(T,X)\to \mathrm {Hom} _{Y}(T_{0},X)}
injektiv.
Der Morphismus {\displaystyle f} heißt unverzweigt im Punkt {\displaystyle x\in X}, wenn es eine offene Umgebung {\displaystyle U} von {\displaystyle x} in {\displaystyle X} gibt, so dass {\displaystyle f|_{U}} unverzweigt ist. Unverzweigtheit in einem Punkt {\displaystyle x} kann auch anders charakterisiert werden (es sei {\displaystyle y=f(x)}):
- {\displaystyle \Omega _{X/Y,x}^{1}=0}
- Die Diagonale {\displaystyle X\to X\times _{Y}X} ist ein lokaler Isomorphismus bei {\displaystyle x}.
- {\displaystyle {\mathcal {O}}_{X,x}/{\mathfrak {m}}_{y}{\mathcal {O}}_{X,x}} ist ein Körper, der eine endliche separable Erweiterung von {\displaystyle \kappa (y)} ist.

Die Unverzweigtheit von {\displaystyle f} im Punkt {\displaystyle x} hängt nur von der Faser {\displaystyle f^{-1}(y)} ab.

### Eigenschaften
- Unverzweigte Morphismen sind lokal quasiendlich.[15]
- Ist {\displaystyle Y} zusammenhängend und {\displaystyle f\colon X\to Y} unverzweigt und separiert, so entsprechen die Schnitte von {\displaystyle f} eineindeutig den Zusammenhangskomponenten von {\displaystyle X}, die durch {\displaystyle f} isomorph auf {\displaystyle Y} abgebildet werden.[16]

## Bedeutung

### Algebraische Geometrie
Ist {\displaystyle X} ein Schema über einem diskret bewerteten Körper {\displaystyle K} mit Bewertungsring {\displaystyle V}, so werden häufig Modelle von {\displaystyle X} über {\displaystyle V} betrachtet, d. h. Schemata {\displaystyle {\mathcal {X}}} über {\displaystyle V} mit {\displaystyle X\cong {\mathcal {X}}\otimes _{V}K}. Ist nun {\displaystyle L/K} eine unverzweigte Erweiterung und {\displaystyle W} der Bewertungsring von {\displaystyle L}, so ist der Morphismus {\displaystyle \mathrm {Spec} \,W\to \mathrm {Spec} \,V} und damit auch der Morphismus {\displaystyle {\mathcal {X}}_{W}:={\mathcal {X}}\otimes _{V}W\to {\mathcal {X}}} étale und surjektiv, folglich übertragen sich viele Eigenschaften von {\displaystyle {\mathcal {X}}} auf das Modell {\displaystyle {\mathcal {X}}_{W}} von {\displaystyle X_{L}}.